# 燕子磯街道
燕子磯街道（えんしきがいどう）は、南京市棲霞区の街道。現行行政地名は燕子磯街道吉祥庵社区、燕子磯街道幕府山荘社区などの社区13個がある。面積は37.68km2。2021年末まで、戸籍人口は75156人、そのうち女性人口は38156人。郵便番号は210038。

## 地名
燕がよく飛ぶので燕子磯の名称が付いた。

## 地理
南京市棲霞区の西部に位置している。北側は揚子江を隔てて八卦洲街道の境を接し、西側は鼓楼区小市街道との区境になり、南側に邁皋橋街道と接し、東側に尭化街道となる。

## 歴史沿革
中華民国二十三年（1934年）、燕子磯鎮を設置し、南京市に属する。
1993年、燕子磯郷が燕子磯鎮に編入。

## 行政区画
| 番号 | 社区名       | 番号 | 社区名       |
| ---- | ------------ | ---- | ------------ |
| 01   | 燕子磯社区   | 08   | 燕華花園社区 |
| 02   | 祥和雅苑社区 | 09   | 電瓷新村社区 |
| 03   | 幕府山荘社区 | 10   | 南化新村社区 |
| 04   | 吉祥庵社区   | 11   | 化繊新村社区 |
| 05   | 柳塘村社区   | 12   | 石化村社区   |
| 06   | 太平村社区   | 13   | 暁荘村社区   |
| 07   | 下廟村社区   |      |              |

## 観光地
・燕子磯：燕子磯は長江沿岸にある三大名磯の1つであり、残りは安徽省馬鞍山の採石磯、湖南省岳陽の城陵磯である。この地には唐の李白、明の朱元璋、清の康熙帝・乾隆帝が訪れている。 乾隆帝は6度の江南巡幸の際に3度登っており、現在でも乾隆帝の御碑が残っている。 古来より軍事の要衝でもありアヘン戦争時にはイギリス軍が燕子磯より上陸、南京へ侵攻する。燕子磯も南京事件の現場の一つとされ紀念碑が建立されている。 断崖ゆえ、自殺の名所でもあったようだ。

## 施設

### 交通
・地下鉄の駅：■1号線の八卦洲大橋南駅、笆斗山駅、燕子磯駅、吉祥庵駅、暁荘駅。